# الأخبار الزائفة في الولايات المتحدة في تسعينيات القرن التاسع عشر

أُقر بوجود الأخبار الزائفة في الولايات المتحدة في تسعينيات القرن التاسع عشر. كتب أحد المحررين في عام 1896 ما يلي:
تحطم الصحف الأمريكية إلى حد ما سجلها الخاص في الوقت الحاضر بنجاحها في إثارة الضجة وطرح أخبار كاذبة.... إن شعبنا في حالة ذهنية تقبل بلا شك أكثر العبارات السخيفة التي يمكن أن يتصورها عقل الإنسان، بل ويحاول اختراع الأعذار لسذاجتها.
فيما يلي بعض الأمثلة على الأخبار الزائفة أو الخاطئة التي انتشرت في تسعينيات القرن التاسع عشر:

## 1890: تقول صحيفةٌ أنها زورت قصة عن طريق الخطأ
في أبريل 1890، أُرسل تقرير سلكي (بالتلغراف) إلى الصحف قيل فيه أن دورية نيويورك وورلد «تعترف في مقالتها الافتتاحية» بأن إحدى مقابلاتها مع غروفر كليفلاند «كانت مزيفة». في المقابلة، نُقل عن كليفلاند مهاجمته لتشارلز إيه. دانا، كبير مساعدي الناشر هوراس غريلي.
أخبر المحرر جون إيه. كوكريل، فريد كروفورد، المراسل الذي كتب القصة، بأن عليه سحبها. نفى كروفورد أنه اختلق أي شيء وقدم استقالته. كتب روايته عن الأحداث لدورية فرانك ليزلي الأسبوعية. دافع صحفيون آخرون عن عمل كروفورد.

## 1890: مؤامرة التعداد السكاني
في 5 أكتوبر 1890، نشرت صحيفة نيويورك وورلد مقالًا يزعم بأنه يجري بذل مجهود لتزوير نتائج التعداد السكاني في الولايات المتحدة «لأغراض حزبية». وقال مسؤول في الإحصاء إن القصة «لا أساس لها من الصحة، وخالية من أي كلام صادق». لاحظت صحيفة ذا ديلي ستيتسمان الصادرة في بورتلاند، أوريغون، أن «دورية نيويورك وورلد، في اليوم التالي، بعد معرفتها بأنه جرى التلاعب بها من قِبل جامعي أخبارها في واشنطن، امتلكت الكياسة لتتراجع بشكل مناسب عن القصة، ولكن مادتها الإخبارية «الزائفة» لن تُضبط في مسار انتشارها حتى تنفَذ وتصبح بائتة. سيستمر تأثيرها لعدة أيام».

## 1890: إلقاء اللوم على الصحف الشرقية
ألقى مقال افتتاحي في دورية المنبر الصادرة في مينيابوليس، مينيسوتا، باللوم على صحف شرق الولايات المتحدة بسبب البرقيات الكاذبة «الخبيثة الزائفة»، حسب زعمها، التي تصف الأحداث الحاصلة في الغرب (الغرب الأوسط اليوم) بأنها «محاولة عقيمة لإعاقة عملية الهجرة». «خُصصت أعمدة كاملة لقصص محلية تصف البؤس بين المزارعين الحدوديين في حين جرى تجاهل أوضاع مماثلة في إنديانا أو فرجينيا باختصارها ببضعة أسطر».

## 1891: أبناء الأخ السكارى
تعرضت صحيفة نيويورك صن لانتقادات في دورية بوفالو كومرشال في 2 مايو 1891 لنشرها «أخبار زائفة» طالت أربعة من أبناء إخوة الرئيس الراحل ميلارد فيلمور الذين وُصفوا بأنهم «ينغمسون في طقوس العربدة في الحانات». قيل إن «أصل الخبر «الزائف» ظهر لأول مرة في إحدى الصحف المحلية.

## 1891: «جريمة قتل» زائفة
ذكرت صحيفة الديلي تلغراف الصادرة في هاريسبرغ، بنسلفانيا، في طبعة 4 أغسطس 1891، بأن مركز التزييف كان ولاية فرجينيا الغربية، من حيث «جاءت قصة مقتل عائلة برومفيلد على يد عمال إيطاليين».
وأضافت التلغراف أن «القصة مدبرة جيدًا للتضليل»، «وخدعت عددًا من الصحف .... وتبين أنه لا يوجد جريمة قتل من هذا النوع ... وجمعَ مُلفق الخبر بعض الشياكل (الشيكل: عملة قديمة) من الصحف المزيفة الساذجة».

## 1892: صحافة غير جيدة
الأخبار الكاذبة ليست صحافة جيدة، هكذا عبرت دورية ماريون كاونتي (إنديانا) كرونيكل في مقال ينتقد «الكاذبين المنمقين» المنخرطين بها. «نافست بعض هذه القصص البارون مونشهاوزن، ويمكننا القول إن أيًّا منها لم يكن مبنيًا على حقائق تستحق السرد».

## 1893: خطاب ماكينلي
دورية الديمقراطي اليومية الصادرة في باتلر كاونتي، أوهايو: «إذا كنا نفهم معنى الأخبار الكاذبة، فهو أنها تنشر شيئًا ليس له أساسٌ على الإطلاق؛ شيء لم يحدث أبدًا – مثل الخطاب الذي نشرته دورية الجمهوري [إحدى الصحف المعارضة] وقالت إن الرئيس ويليام ماكينلي قد ألقاه في حين أنه لم يفعل شيئًا من هذا القبيل».